# Biligere, Hunsur
Biligere là một làng thuộc tehsil Hunsur, huyện Mysore, bang Karnataka, Ấn Độ.